# Steve Macknowski
Steve Macknowski (Yonkers, Nova Iorque, 16 de fevereiro de 1922) é um velocista norte-americano na modalidade de canoagem.

## Carreira
Foi vencedor da medalha de Ouro em C-2 10000 m em Londres 1948 junto com o seu companheiro de equipa Steve Lysak.
Foi vencedor da medalha de Prata em C-2 1000 m em Londres 1948.